# Iris (voornaam)
Iris is een meisjesnaam die van het Griekse woord iris komt, wat regenboog betekent, of ook wel "bode van de goden".

## Bekende naamdraagsters
- De godin Iris, uit de Griekse mythologie
- Iris Apfel, Amerikaans architecte
- Iris Berben, Duits actrice
- Iris Chang, Chinees-Amerikaanse schrijfster
- Iris Hond, Nederlands pianiste
- Iris van Herpen, Nederlands modeontwerpster
- Iris Hesseling, een actrice onder andere bekend uit de kinderserie "Het Huis Anubis"
- Iris Murdoch, Engelse schrijfster
- Iris Slappendel, Nederlands wielrenster
- Iris Van De Kerckhove, echte naam van Wendy Van Wanten, tv-persoonlijkheid